# Astrobiology
Astrobiology is een internationaal, aan collegiale toetsing onderworpen wetenschappelijk tijdschrift op het gebied van de astrobiologie.
Het wordt uitgegeven door Mary Ann Liebert, Inc. en verschijnt tweemaandelijks.
Het eerste nummer verscheen in 2001.